# بوفينين
بوفينين (بالإنجليزية: Buphenine)‏ أو نيليدرين (بالإنجليزية: Nylidrin)‏ هو ناهض مستقبلات بيتا 2  الذي يعمل كموسع للأوعية.
تم تطويره كمشتق كيميائي من أوكسيلوفرين، وتم الإبلاغ عنه لأول مرة في الأدب في عام 1950.